# Sultanpınarı, Kangal
Sultanpınarı là một xã thuộc huyện Kangal, tỉnh Sivas, Thổ Nhĩ Kỳ. Dân số thời điểm năm 2011 là 20 người.